# Михаил Темков
Михаил Йованчев Темков е български лекар.

## Биография
Михаил Темков е роден в Кавадарци, тогава в Османската империя, днес в Северна Македония. Завърщва медицина в Кливланд, Охайо.
Участва в Първата световна война като запасен санитарен подпоручик, полкови лекар на 3-ти пехотен македонски полк. За бойни отличия и заслуги във войната е награден с орден „За заслуга“.